# Eftimie Murgu, Caraș-Severin
Eftimie Murgu este satul de reședință al comunei cu același nume din județul Caraș-Severin, Banat, România.